# Gevlekte slangaal
De gevlekte slangaal (Myrichthys ocellatus) is een straalvinnige vissensoort uit de familie van slangalen (Ophichthidae). De wetenschappelijke naam van de soort is voor het eerst geldig gepubliceerd in 1825 door Lesueur.